# Orhan Aldıkaçtı
Orhan Aldıkaçtı (* 1924 in Samsun; † 22. Mai 2006 in Istanbul) war ein türkischer Staatsrechtsprofessor und maßgeblich beteiligt an der Ausfertigung der Türkischen Verfassung von 1982.
Den – im Vergleich zur vorherigen Verfassung – sehr restriktiven neuen Verfassungstext rechtfertigte er in einem Interview gegenüber der Zeit damit, dass die Türkei „nicht reif für die Demokratie“ sei.

## Leben
Im Jahr 1943 machte Aldıkaçtı sein Abitur am Galatasaray-Gymnasium und nahm ein Studium der Rechtswissenschaften auf. Später promovierte er an der Universität Lausanne und wurde 1956 Assistent an der Universität Istanbul. Dort folgte 1968 die Professur. Ein Jahr später wurde er zum Dekan der juristischen Fakultät gewählt.
Nach dem Militärputsch vom 12. September 1980 wurde er Mitglied der Beratenden Versammlung und übernahm den Vorsitz des 15-köpfigen Verfassungsausschusses, welcher die neue Verfassung ausarbeitete. Am 15. Juni 1983 beendete er seine Mitgliedschaft und wurde erneut Dekan der juristischen Fakultät an der Universität Istanbul.
Im Jahr 1991 wurde er emeritiert, war jedoch von 2001 bis 2006 als Lehrbeauftragter an der Bahçeşehir-Universität tätig.
Am 22. Mai 2006 erlag er im Alter von 82 Jahren einem Leberkrebs und wurde auf dem  Friedhof Zincirlikuyu (türkisch Zincirlikuyu Mezarlığı) im Stadtbezirk Şişli auf der europäischen Seite der Stadt Istanbul beigesetzt.

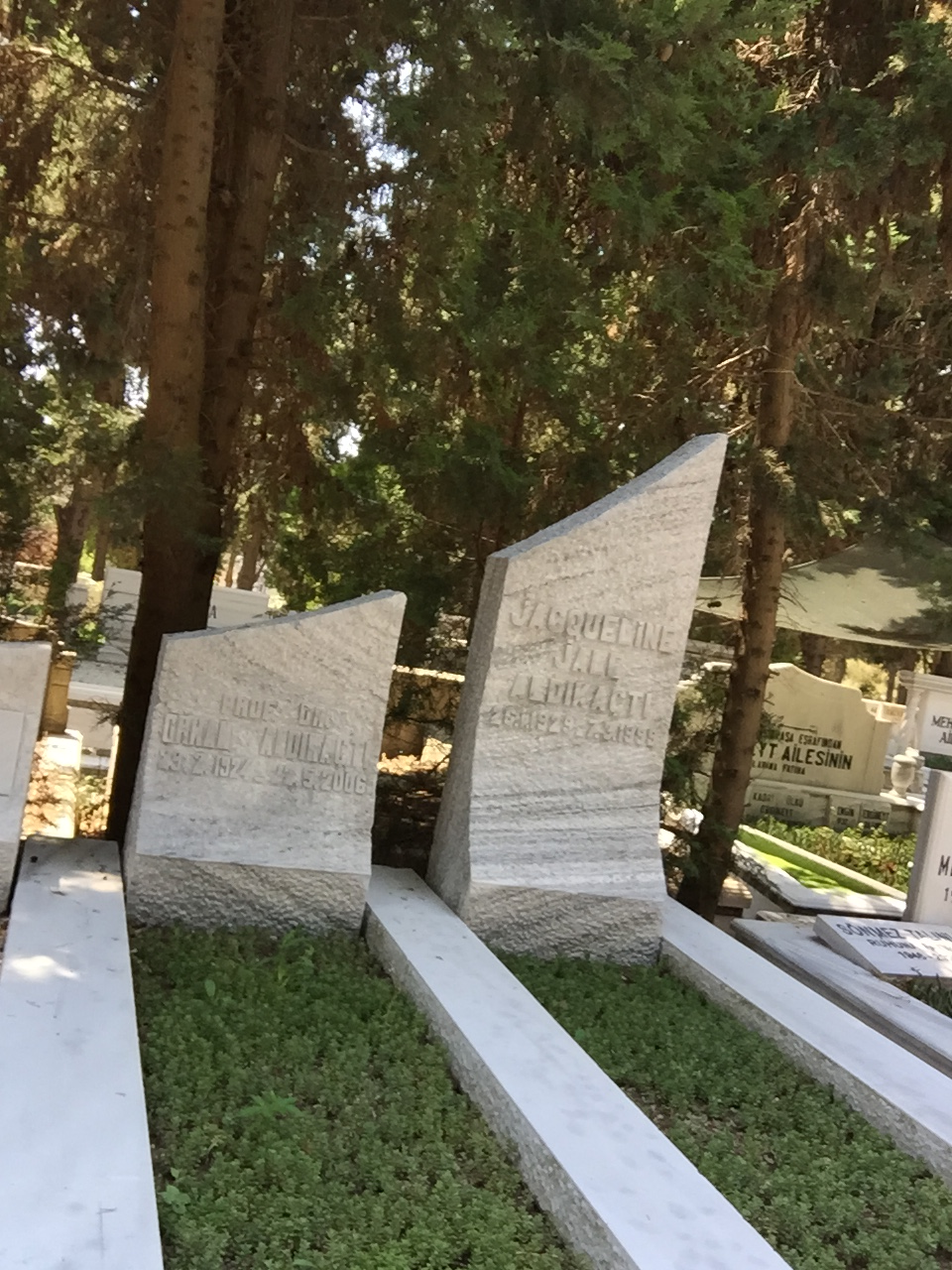
Grab von Orhan Aldıkaçtı auf dem Friedhof Zincirlikuyu in Istanbul

## Werke
- Les partis politiques dans les démocraties modernes, en particulier en France et en Grande-Bretagne, 1955.
- Modern Demokrasilerde ve Türkiye'de Devlet Başkanlığı, Istanbul 1960.
- Anayasa Hukukumuzun Gelişmesi ve 1961 Anayasası (Die Entwicklung unseres Verfassungsrechts und die Verfassung von 1961), 2. Aufl. 1972.